# 半角正接置換
半角正接置換（はんかくせいせつちかん、英: Tangent half-angle substitution）とは数学において、主に積分計算で利用される正接 tan による変数変換である。ワイエルシュトラス置換とも呼ばれる。三角関数のみで構成された積分に対してこの置換を施すことにより、有理関数へと変形することができる。すなわち、
{\displaystyle t=\tan {\frac {\theta }{2}}}
なる置換をすることにより、
{\displaystyle \int f(\sin \theta ,\,\cos \theta )\,{\rm {d}}\theta =\int f{\biggl (}{\frac {2t}{1+t^{2}}},\,{\frac {1-t^{2}}{1+t^{2}}}{\biggr )}\,{\frac {2}{1+t^{2}}}\,{\rm {d}}t}
と変形されるのである。また、正弦 sin や余弦 cos が自乗されている場合や、一次の正弦、余弦どうしの積などが含まれる場合は t = tan θ のように置換することもある。なお本稿では、ことわりのない限り t は半角正接置換を指すものとする。

## 導入
冒頭でも説明したとおり、半角正接置換を施すことにより、
{\displaystyle \sin \theta ={\frac {2t}{1+t^{2}}},\quad \cos \theta ={\frac {1-t^{2}}{1+t^{2}}},\quad {\rm {d}}\theta ={\frac {2}{1+t^{2}}}\,{\rm {d}}t}
のように変形することができる。

### 導出
三角関数の加法定理と相互法則から、
{\displaystyle \sin \theta ={\frac {2\sin(\theta /2)\cos(\theta /2)}{\sin ^{2}(\theta /2)+\cos ^{2}(\theta /2)}}={\frac {2\tan(\theta /2)}{\tan ^{2}(\theta /2)+1}}={\frac {2t}{1+t^{2}}}}
{\displaystyle \cos \theta ={\frac {\cos ^{2}(\theta /2)-\sin ^{2}(\theta /2)}{\sin ^{2}(\theta /2)+\cos ^{2}(\theta /2)}}={\frac {1-\tan ^{2}(\theta /2)}{\tan ^{2}(\theta /2)+1}}={\frac {1-t^{2}}{1+t^{2}}}}
また t を θ で微分して、
{\displaystyle {\frac {{\rm {d}}t}{{\rm {d}}\theta }}={\frac {1}{2\cos ^{2}(\theta /2)}}={\frac {1+\tan ^{2}(\theta /2)}{2}}={\frac {1+t^{2}}{2}}}
より、
{\displaystyle {\rm {d}}\theta ={\frac {2}{1+t^{2}}}\,{\rm {d}}t}

### 幾何的解釈

半角正接置換の幾何的解釈。

半角正接置換は、幾何的に解釈することも可能である。たとえば、右図のように単位円 x2 + y2 = 1 を設定し、座標 (−1, 0) を通過する傾き t の直線を考える。また、この直線と単位円の交点のうち、(−1, 0) でない方を (cos θ, sin θ) とおく。するとこのとき t = tan θ/2 であって、連立方程式：
{\displaystyle {\begin{cases}x^{2}+y^{2}=1\\y-0=t\,(x+1)\end{cases}}\qquad {\rm {where}}\quad x\neq -1}
が成り立つ。これを x 、y について解けば、
{\displaystyle x={\frac {1-t^{2}}{1+t^{2}}},\quad y={\frac {2t}{1+t^{2}}}}
すなわち、
{\displaystyle \cos \theta ={\frac {1-t^{2}}{1+t^{2}}},\quad \sin \theta ={\frac {2t}{1+t^{2}}}}
が導かれる。

## 例

### 正割
次の積分：
{\displaystyle I=\int \csc x\,{\rm {d}}x=\int {\frac {{\rm {d}}x}{\sin x}}}
を解くことを考える。置換 t = tan x/2 を用いれば、
{\displaystyle {\begin{aligned}I&=\int \csc x\,{\rm {d}}x=\int {\frac {{\rm {d}}x}{\sin x}}\\[3pt]&=\int {\frac {1+t^{2}}{2t}}{\frac {2}{1+t^{2}}}\,{\rm {d}}t&t=\tan {\dfrac {x}{2}}\\[3pt]&=\log |t|+C\\[3pt]&=\log {\biggl |}\!\tan {\frac {x}{2}}{\biggr |}+C\end{aligned}}}
のように求まる。ただし、ここで C は積分定数である。また、この積分は t = tan x/2 と置換せずとも、u = csc x − cot x と置換することによって、
{\displaystyle {\begin{aligned}I&=\int \csc x\,{\rm {d}}x\\[3pt]&=\int {\frac {\csc x\,(\csc x-\cot x)}{\csc x-\cot x}}\,{\rm {d}}x\\[3pt]&=\int {\frac {\csc ^{2}x-\cos x}{\csc x-\cot x}}\,{\rm {d}}x\\[3pt]&=\int {\frac {{\rm {d}}u}{u}}&u=\csc x-\cot x\\[3pt]&=\log |u|+C\\[3pt]&=\log |\!\csc x-\cot x|+C\\[3pt]&=\log {\biggl |}\!\tan {\dfrac {x}{2}}{\biggr |}+C&\csc x-\cot x=\tan {\dfrac {x}{2}}\end{aligned}}}
のように求まる。

## 双曲線関数
三角関数と同じように、双曲線関数でも半角置換が存在する。すなわち、
{\displaystyle t=\tanh {\frac {\theta }{2}}}
の置換によって、
{\displaystyle {\begin{aligned}&\sinh \theta ={\frac {2t}{1-t^{2}}},\quad \cosh \theta ={\frac {1+t^{2}}{1-t^{2}}},\quad \tanh \theta ={\frac {2t}{1+t^{2}}},\\[3pt]&\coth \theta ={\frac {1+t^{2}}{2t}},\quad \operatorname {sech} \theta ={\frac {1-t^{2}}{1+t^{2}}},\quad \operatorname {csch} \theta ={\frac {1-t^{2}}{2t}},\\[3pt]&{\text{and}}\quad {\rm {d}}\theta ={\frac {2}{1-t^{2}}}\,{\rm {d}}t.\end{aligned}}}
が導かれる。これにより、グーデルマン関数およびその逆関数の具体的な数式の導出についても応用できることが分かる。